# Joondalup
Joondalup – ośrodek miejski w Australii Zachodniej położony 26 km na północ od Perth. Zamieszkany przez 156 738 osób (czerwiec 2002).